# Љубомир Клерић
Љубомир Клерић (Банатска Суботица, 29. јун 1844 — Београд, 3. фебруар 1910) био је српски математичар, професор механике на Великој школи, министар просвете и привреде Србије, проналазач и академик Српске краљевске академије од оснивања 1887.

## Биографија
Рођен је у породици немачких досељеника. Након основне школе прешао са породицом у Београд, где је променио презиме Клер у Клерић, а име Јулиус у Љубомир. Године 1862. године завршио је Прву мушку београдску гимназију и уписао се на Технички факултет Велике школе, где је завршио две године студија. Након студија стипендиран је од стране државе као „државни питомац“ да би се школовао у Рударској академију у Фрајбургу, Немачка. У зимском семестру прешао је на Политехнику у Цириху, Швајцарска, где је изучавао машинску струку, након чега се вратио у Фрајбург, завршио школовање у Рударској академији и дипломирао. Клерић је први српски дипломирани инжењер - стручњак у областима за које се школовао. Године 1869. отишао је у Берлин, и у Рударској академији завршио специјалистичке курсеве из рударства.

## Дело

### Инжењерска делатност
Радио је у Рударском одељењу Министарства финансија Кнежевине Србије, на истраживању гвожђа у Африци и рудишта на Руднику и Космају, а после српско-турског рата 1878. као члан екипе рудара ратника, предвођене Р. Хофманом, одлази у ослобођене крајеве на геолошка истраживања терена. На Авали (Шупља стена) 1882. пронашао лежиште живе и са Ђорђем Вајфертом и др. акционарима основао акционарско друштво за експлоатацију живе.

### Патенти
Патентовао је више направа са применом у рударству (размерник, бушилица за дубоке бушотине, направа за ломљење камена...). Изумео је поларни пантограф (1875), тракториограф (1892), апарат за цртање кривих линија другог реда (1899). Са тракториографом је механичким путем конструсао ирационалне, трансцендантне бројеве π и е. Бавио се проучавањем „телеметра“ и том приликом је конструисао, испитао и израдио нови тип телеметра и подесио га „за мерење одстојања на бојном пољу“.

## Књиге
Бавећи се теоријском механиком, написао више научних радова и универзитетски уџбеник Теориска механика I-III. Објавио је 48 књига и радова из механике и математке (потпунији списак у каталозима Народне библиотеке Србије, одн. Универзитетске библиотеке „Светозар Марковић“ у Београду).

## Политичка делатност
За министра просвете и црквених дела постављен 1895, за министра народне привреде 1897, а нешто касније и за члана Државног савета.

## Признања, одликовања
Године 1872. изабран је за редовног члана Српског ученог друштва у чијем Гласнику је објављивао своје радове. Након оснивања Српске краљевске академије (СКА) 1891. постаје секретар Одбора за природне науке СКА.
У српско-турском рату учествовао је као минер и награђен је Медаљом за храброст и Таковским крстом, а белгијски краљ Леополд II га је наградио Леополдовим орденом.

## Занимљивост
Клерић је предложио Николу Теслу за дописног члана Српске краљевске академије, 1894.
Умро је као државни саветник у пензији 21. јануара/3. фебруара 1910. у Београду, и сахрањен на Новом гробљу.